# Sigmaringendorf
Sigmaringendorf – miejscowość i gmina w Niemczech, w kraju związkowym Badenia-Wirtembergia, w rejencji Tybinga, w regionie Bodensee-Oberschwaben, w powiecie Sigmaringen, wchodzi w skład związku gmin Sigmaringen. Leży na południowych obrzeżach Jury Szwabskiej, nad Dunajem, ok. 5 km na wschód od Sigmaringen.

## Współpraca
- Rafaela, Argentyna